# Simonstjärnen, Västerbotten
Simonstjärnen är en sjö i Skellefteå kommun i Västerbotten och ingår i Rickleåns huvudavrinningsområde. Sjön har en area på 0,0716 kvadratkilometer och ligger 252,1 meter över havet.

## Delavrinningsområde
Simonstjärnen ingår i det delavrinningsområde (717371-169720) som SMHI kallar för Inloppet i Åsträsket. Medelhöjden är 265 meter över havet och ytan är 35,82 kvadratkilometer. Räknas de 38 avrinningsområdena uppströms in blir den ackumulerade arean 323,9 kvadratkilometer. Sikån som avvattnar avrinningsområdet har biflödesordning 2, vilket innebär att vattnet flödar genom totalt 2 vattendrag innan det når havet efter 91 kilometer. Avrinningsområdet består mestadels av skog (78 procent) och sankmarker (14 procent). Avrinningsområdet har 0,87 kvadratkilometer vattenytor vilket ger det en sjöprocent på 2,4 procent.